# Femmes en franc-maçonnerie
Vous lisez un « bon article » labellisé en 2017.
L'admission des femmes en franc-maçonnerie est progressive et très diverse selon les époques et les pays. En 2016, dans un nombre croissant de pays, notamment en Europe, elles peuvent rejoindre des obédiences maçonniques mixtes ou exclusivement féminines, ces obédiences faisant généralement partie du courant adogmatique ou libéral de la franc-maçonnerie.
Historiquement, et tout en restant très restreinte, la présence de femmes du métier dans la maçonnerie opérative et sur des chantiers de construction est attestée dès le XIIIe siècle. Si y accéder ne leur est pas strictement interdit, en revanche le statut des femmes en général à cette époque ne leur permet d'appartenir à des corporations que sous certaines conditions très spécifiques.
Dans la franc-maçonnerie spéculative, la première femme initiée aurait été Elisabeth Aldworth, reçue en Irlande vers 1712 dans des circonstances tout à fait inhabituelles. Après la création en 1717 de la première obédience maçonnique en Angleterre et la promulgation des constitutions d'Anderson, l'interdiction de les recevoir en loge maçonnique est institutionnalisée. Plus aucune femme n'est admise en tant que franc-maçonne au sens strict, jusqu'à l'initiation en France de Maria Deraismes le 14 janvier 1882. Cependant, dans cet intervalle, il s'avère qu'apparaissent différents ordres mixtes d'inspiration maçonnique, tels que la maçonnerie dite « d'adoption », en France, ou encore l'« Eastern Star » aux États-Unis.
La création de la première obédience mixte en France à la fin du XIXe siècle est le début d'un long processus d'ouverture aux femmes d'une franc-maçonnerie spéculative, dont les obédiences et les pratiques sont exclusivement masculines depuis sa création. Au terme de multiples remises en cause, qui rejoignent parfois les combats féministes du début du XXe siècle, celui-ci voit l'installation de la première obédience féminine et le développement aux côtés de la branche mixte d'une franc-maçonnerie indépendante, ouverte aux femmes et pratiquant les rites maçonniques historiques, dans leurs plénitudes philosophiques et initiatiques. Si des interdictions concernant leur admission perdurent au XXIe siècle, et ce notamment dans la franc-maçonnerie dite « régulière » du courant de la Grande Loge unie d'Angleterre, cette dernière ne conteste plus la qualité de franc-maçonne des femmes initiées au sein de certaines obédiences mixtes anglaises ou de par le monde.

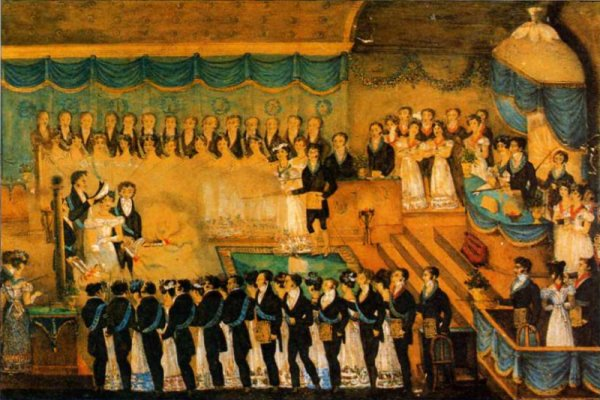
Réception d'une femme dans une loge d'adoption du Premier Empire (France).

## La maçonnerie opérative

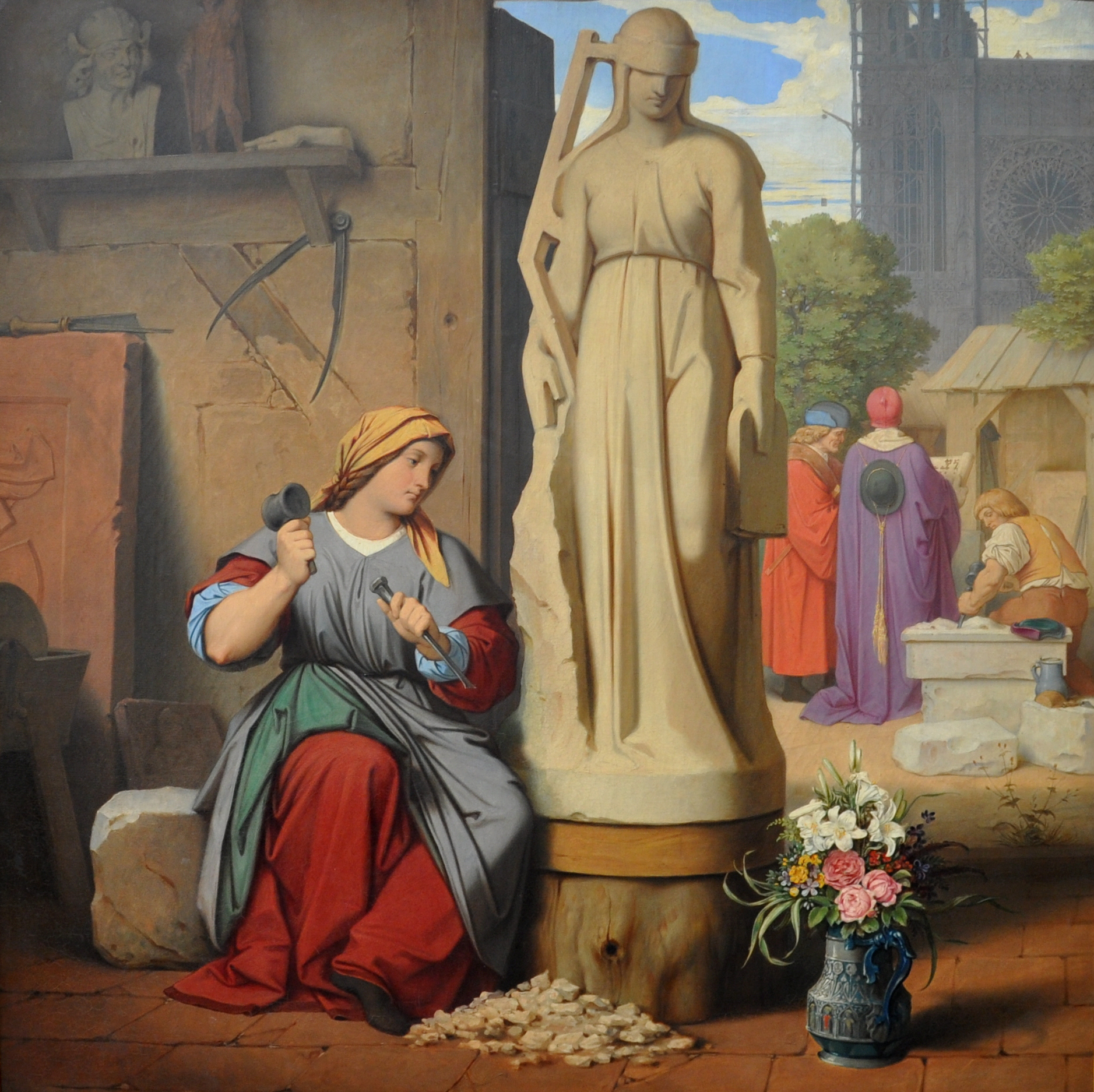
Sabina von Steinbach sculptant La Synagogue, par Moritz von Schwind.

Les femmes de l'Europe médiévale et de la Renaissance sont légalement soumises à leur père, puis à leur mari après le mariage. Le statut des femmes dans les métiers médiévaux est largement tributaire de l'interprétation locale de la « femme seule », les termes juridiques utilisés à cette époque pour faire référence à une femme célibataire. C'est habituellement la veuve d'un commerçant, qui est autorisée à continuer les affaires de son mari après sa mort et souvent établie dans les droits et les privilèges de son syndicat ou de sa corporation. Plus rarement, les femmes célibataires réussissent dans le métier de leur père. Les exceptions se sont produites principalement dans les métiers liés aux métiers traditionnels des femmes de cette époque, comme la mercerie et la vente d'articles de soie.
Il est attesté toutefois, même si ce phénomène reste rare, que quelques femmes accèdent à la maîtrise dans différentes corporations avant l'apparition de la franc-maçonnerie spéculative. En témoigne par exemple le livre des métiers de Paris, rédigé en 1268 par le prévôt Étienne Boileau, ou les statuts de la Guilde des charpentiers de Norwich, au sein desquels est mentionnée une femme, appelée Gunnilda, se trouvant inscrite comme maçon dans le calendrier du Close Rolls en 1256.
Il est notoire que Sabina von Steinbach, la fille de l'architecte, aurait travaillé sur les sculptures de la cathédrale de Strasbourg au début du XIVe siècle, les premières références à son travail ne sont mises à jour que 300 ans plus tard et celle-ci restent controversées au regard de la datation des œuvres. En Angleterre, des indices de participation féminine apparaissent dans le Manuscrit Regius entre 1390 et 1425, ainsi que dans les registres de la guilde de la cathédrale d'York en 1408. Les femmes occupent des postes administratifs dans la London Mason's Company et en tant que telles, bénéficient de l'appartenance à celle-ci. En outre, le manuscrit d'York no 4, daté de 1693 et ultérieurement utilisé comme un texte fondamental par la Grande Loge d'Angleterre, contient l'expression « hee or shee that is to be made mason » (« il ou elle qui doit être fait maçon »). Si des chercheurs ont qualifié cette rédaction de « faute d'impression », d'autres, tels que le vénérable maître et officier britannique Adolphus Frederick Alexander Woodford dans le cadre de ses études sur l'histoire de la franc-maçonnerie, la reconnaissent pour authentique.
Aux XVIe et XVIIe siècles, le statut des femmes parmi les maçons en Grande-Bretagne est susceptible d'être semblable à celui codifié dans le procès-verbal de la loge d'Edimbourg n°1 (Mary's Chapel) où par exemple, la veuve d'un maître maçon pouvait accepter des commissions de ses anciens clients, pourvu qu'elle emploie un compagnon de la loge opérative pour surveiller l'œuvre.

## La franc-maçonnerie spéculative

### AuXVIIIesiècle

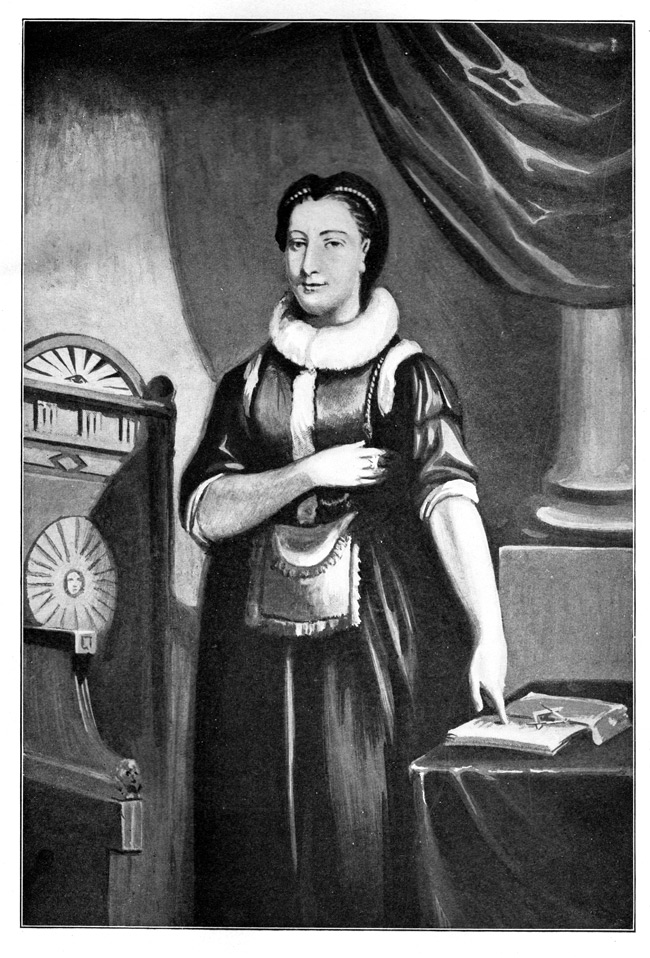
Elisabeth Aldworth, première franc-maçonne connue.

Si les plus anciens témoignages de présence de femmes en franc-maçonnerie datent du tout début du XVIIIe siècle avec notamment l'initiation Elisabeth Aldworth, leur présence dans les loges maçonniques reste anecdotique. Elisabeth Aldworth, première femme initiée en franc-maçonnerie, est une jeune aristocrate irlandaise née en 1693. Son père et ses frères sont membres de la loge no 44. Vers 1712, alors que Lord Doneraile, son frère, est vénérable, cette loge organise ses tenues dans l'enceinte du domicile familial. La jeune femme, présente dans une bibliothèque attenante au lieu de réunion, assiste à une tenue maçonnique grâce à un trou pratiqué dans un mur en travaux. Ayant été surprise, son cas donne lieu à une réunion à l'issue de laquelle, il est décidé de lui offrir le choix entre l'initiation et la mort. Elle accepte l'initiation et reste membre de la loge jusqu'à sa mort à l'âge de 80 ans,. Si les causes de l’initiation mêlent légende et réalité, sa stèle funéraire placée dans la cathédrale Saint-Finbarr de Cork mentionne, « initié en franc-maçonnerie à la loge n°44 au manoir de Doneraile, dans ce comté en 1712 ».
Au-delà de quelques femmes faisant généralement partie de la noblesse et ayant eu accès sous des formes diverses à une loge, il n'existe guère de précédent d'initiation de femmes à cette époque. La raison principale en est que les femmes sont alors considérées comme légalement mineures, donc non libres de l'autorité de leurs pères ou maris. Lors de leur rédaction, les textes fondateurs de la franc-maçonnerie du début du XVIIIe siècle, sous des formes plus ou moins élégantes, n'autorisent pas leur entrée en loge, sans en motiver l'interdiction. C'est en ce sens que l'article III des constitutions d'Anderson, texte de 1723 qui régit le fonctionnement de la première Grande Loge d'Angleterre, affirme que les membres d'une loge :
« […] doivent être Hommes bons et loyaux, nés libres, ayant l'Âge de la maturité d'esprit et de la Prudence, ni Serfs ni femmes ni Hommes immoraux ou scandaleux, mais de bonne réputation. »
En 1756, la Grande Loge des anciens, rivale récente de la première Grande Loge d'Angleterre, promulgue, sous la plume de son secrétaire général Laurence Dermott, ses propres constitutions sous le titre d'Ahiman Rezon. Celles-ci restent également hermétiques à la réception des femmes en définissant un franc-maçon de la sorte :

« Les hommes admis parmi les francs-maçons doivent être nés libres (ou hors servage), d'âge mûr, de bonne renommée ; sains de corps, sans difformité des membres au moment de leur admission ; on n'admet ni femme ni eunuque. »

Sur le continent et en France en particulier, le chevalier de Ramsay dans son célèbre discours maçonnique de 1736 énonce la même interdiction, mais en fait moins une question de principe que de protection de « la pureté de nos maximes et de nos mœurs » (sic). Il ajoute :

« Si le sexe est banni, qu’il n’en ait point d’alarmes,

Ce n’est point un outrage à sa fidélité ;

Mais on craint que l’amour entrant avec ses charmes,

Ne produise l’oubli de la fraternité.

Noms de frère et d’ami seroient de faibles armes

Pour garantir les cœurs de la rivalité. »

Cette interdiction, sommaire à l'origine, donne peu à peu naissance à une littérature maçonnique antiféministe qui perdure durant tout le XVIIIe siècle. Après plusieurs publications qui tentent une théorisation des raisons de l’interdiction des femmes en loge, c'est en 1742 qu'est diffusée une Apologie pour l'ordre des francs-maçons. Dans un exposé détaillé autour d'une douzaine d'arguments explicatifs, l'auteur publie les raisons de l'exclusion du « beau sexe sans aucune exception ni restriction » qui ne peut « jamais répondre de sa liberté ».
Tout en admettant l'égalité des sexes dans les qualités ou défauts des deux genres, celui-ci met principalement en exergue la dépendance des femmes envers les hommes dans tous les actes de leur vie et exprime dans cet interdit, une justice qui leur serait rendue, leur admission ne pouvant générer que de nombreux désagréments dans leur vie quotidienne.

#### Société badine et ordre parodique

Sophie Wilhelmine en 1709.

Avant l’avènement d'une réelle « maçonnerie des dames » sous diverses formes en France et dans quelques pays d'Europe, l'existence de multiples associations aristocratiques mixtes qui participent à la vie culturelle et festive du siècle des Lumières est largement attestée par la documentation historique. Ces réunions peuvent prendre plusieurs apparences, telles que celles de sociétés badines, galantes et récréatives ; de sociétés littéraires ; de cercles ou de clubs ; d'académies ; ou encore, avec l'apparition de la franc-maçonnerie, d'ordres parodiques qui s'amusent des secrets ou des rites maçonniques dans des mises en scènes grivoises. Ces sociétés, que l'historien Yves Hivert-Messeca qualifie d'« androgynes maçonniformes », constituent des espaces de sociabilité qui influeront sur la création d'une maçonnerie des dames. En effet, ces associations mixtes connaissent un grand développement au cours d'une période de libéralisation des mœurs, phénomène qui commence à la fin du règne de Louis XIV et s'accentue sous la régence.
Parmi ces sociétés nombreuses et largement investies par les aristocrates, certaines sont parfaitement documentées, à l'image de l'« Ordre de la félicité », nom porté par deux associations distinctes créées simultanément dans les années 1740, de pratique différente, mais toutes deux mixtes et utilisant un langage emprunté à la Marine ; ou encore l'« Ordre des chevaliers et nymphes de la rose », société galante et grivoise qui se réunit dans des « temples de l'amour » et pratique des rituels d'intégration assortis de voyages symboliques et d'une prestation de serment.
L'apparition de la franc-maçonnerie, en France et en Europe, va aussi générer la création de sociétés mixtes qui s'inspirent du fonctionnement des loges maçonniques, soit pour en adopter quelques formes, tel l'« Ordre des chevaliers et chevalières de la colombe » ou l'« Ordre de la pomme verte », soit pour « en jouer » en la parodiant. Parmi ces dernières, la plus connue est l'« Ordre des Mopses » qui a quelques années de succès à la cour de Frédéric II, sous la présidence de sa sœur, Wilhelmine de Bayreuth. Le thème exalté est celui de la fidélité et le mot de passe est l'aboiement du chien, Mops étant le mot allemand pour « carlin ».

#### Maçonnerie d’adoption

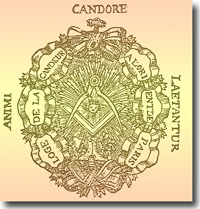
Cachet de la loge d'Adoption Candeur.

Dans un XVIIIe siècle où les femmes de l'aristocratie et de la grande bourgeoisie occupent une place importante au travers de multiples sociétés, il est difficile pour les francs-maçons français de les tenir à l'écart d'un nouvel espace de sociabilité. S'appuyant sur le fait que rien dans les constitutions d'Anderson n'interdit aux dames d'être reçues aux banquets et divertissements qui suivent les travaux, ni de participer aux cérémonies religieuses de deuil ou de la Saint Jean et ces derniers ayant pris l'habitude de nommer « sœurs » les femmes présentes à ces occasions, s'instaure lentement une « franc-maçonnerie des dames ». Ces pratiques deviennent progressivement une maçonnerie dite d'« Adoption » qui se structure en loge et qui se développe principalement en France et dans plusieurs pays d'Europe.
Les traces de ces loges d'adoption en France sont attestées dans les années 1740. La plus ancienne ressortant des archives historiques est située à Bordeaux en 1746, les documents font état de « Loges de Franches-Maçonnes ditte sœurs de l'Adoption » dans la capitale de Guyenne et Gascogne. Dans la dernière partie du XVIIIe siècle, il existe des loges dans les deux tiers des provinces ou gouvernements du royaume de France et elles portent souvent le nom d'une loge masculine à laquelle elles restent rattachées.
Le 10 juin 1774, le Grand Orient de France naissant prend en considération, lors de sa 8e assemblée, les loges d'adoption et met en œuvre une réglementation de la « maçonnerie des dames » qu'il considère toutefois comme secondaire ou comme des « ateliers de récréation » qui se pratiquent à la suite de « travaux plus sérieux ». Cette décision, qui n'est pas partagée par des frères ou des loges de l'obédience, est régulièrement remise en cause. Malgré cette tutelle masculine institutionnalisée et le terme ambigu d'« Adoption » qui qualifie somme toute une classe inférieure dans l'ordre, la « maçonnerie d'adoption » s'organise et se développe. Un rite propre, le Rite d'adoption, qui puise ses sources dans les écrits vétéro-testamentaires, se codifie et évolue au gré des différentes pratiques. Celui-ci s’éloigne volontairement de la tradition des bâtisseurs et des chevaliers, pour emprunter à l'imaginaire d’héroïnes représentant la séparation des sexes, la vertu et la bienfaisance.
Parmi les loges d'adoption dont l'activité est foisonnante, la France en compte plus d'une centaine dans les années 1780, la plus connue est principalement « La Candeur », une loge parisienne. « La Candeur » est créée le 21 mars 1775 et installée le 9 mai par le 1er grand maître du Grand Orient de France, le prince Louis-Philippe d'Orléans. Sa sœur la duchesse de Bourbon en fait partie avec le titre de « Grande maîtresse de toutes les loges d'adoption de France ». Cette loge, avec sa prestigieuse direction, attire toute la haute noblesse et fonctionne comme une « loge mère », qui octroie patente de création, envoie rites et règlements aux loges d'adoption de France. Loge mondaine, elle est en relation avec diverses loges d'Europe et jouit d'une certaine autonomie.
Si la maçonnerie d'adoption est née en France, elle ne se limite pas à son seul territoire et se développe largement dans l'Europe du XVIIIe siècle. Les loges d'adoption sont mentionnées en Allemagne à Hambourg avec les loges, « Le Bonheur suprême » et « Concordia », en Hollande, en Belgique, dans les États Baltes, en Pologne où elles jouent un rôle politique et social dans les années 1760, en Suède où une première loge en 1776, « La véritable et constante amitié » est attestée à Stockholm, en Péninsule Ibérique et en Italie, qui bien que moins actives font état de la présence de loges, et encore en Angleterre où est publié en 1765 à Londres, un rituel d'adoption sous le nom de : « Women Masonry or Masonry by Adoption ».

#### Maçonnerie dite«égyptienne»
Dans les systèmes de hauts grades qui foisonnent au milieu du XVIIIe siècle, la naissance d'une « maçonnerie égyptienne » promue par Giuseppe Balsamo dit Cagliostro accorde une place certaine aux femmes. Ce dernier crée à La Haye en 1778 une loge mixte, « l'Indissoluble », où des femmes sont initiées aux différents grades de cette toute première franc-maçonnerie dite « égyptienne ». Il en confie la direction à son épouse Lorenza Feliciana dite Sérafina qui devient grande maîtresse. Au fil de ses voyages, il en fait de même à Mitau en Lettonie en 1779. En 1785, Sérafina installe une loge d'adoption sous la tutelle d'un atelier égyptien créé peu avant par son mari et qui prend le nom d'« Isis ». Elle reçoit lors de son installation 36 femmes de la haute bourgeoisie parisienne. Cette loge d'adoption assez libérale n'eut qu'une brève existence, à la suite de l'affaire du collier de la reine, les époux Balsamo quittent la capitale française pour Bruxelles.

### AuXIXesiècle

#### Déclin de l'Adoption et nouvelle restriction
À l'issue de la Révolution française, le Grand Orient de France ne compte plus que dix-huit loges dont trois à Paris. À partir de 1799, la franc-maçonnerie française entreprend lentement sa reconstruction. Les premières réunions de loges d'adoption reprennent en 1798, et le 28 février 1800, la loge « De l'amitié » à Paris ouvre en tenue d'adoption sous la présidence d'Alexandre Roëttiers de Montaleau, « grand vénérable » du renaissant GODF où plus de 80 sœurs sont présentes. Au début du XIXe siècle la « maçonnerie d'adoption » est présente pendant la période du premier Empire principalement à Paris. Contrairement à la France, les pays d'Europe non français interdisent les loges d'adoption jugées trop françaises, l'initiation des femmes s’arrête. Elle perd une grande partie de ses effectifs à la suite des abdications impériales et entame son déclin à partir de 1830. À compter de 1850, les loges maçonniques se referment progressivement aux femmes, malgré le soutien de frères comme Jean-Pierre Simon Boubée qui souhaite faire revivre l'esprit des loges d'adoption du XVIIIe siècle. Néanmoins, les modifications successives apportées aux rituels et aux cérémonies, lesquelles se transforment en réunion où les femmes sont simplement acceptées quelquefois avec les enfants, signent la mort lente de la « maçonnerie des dames ».

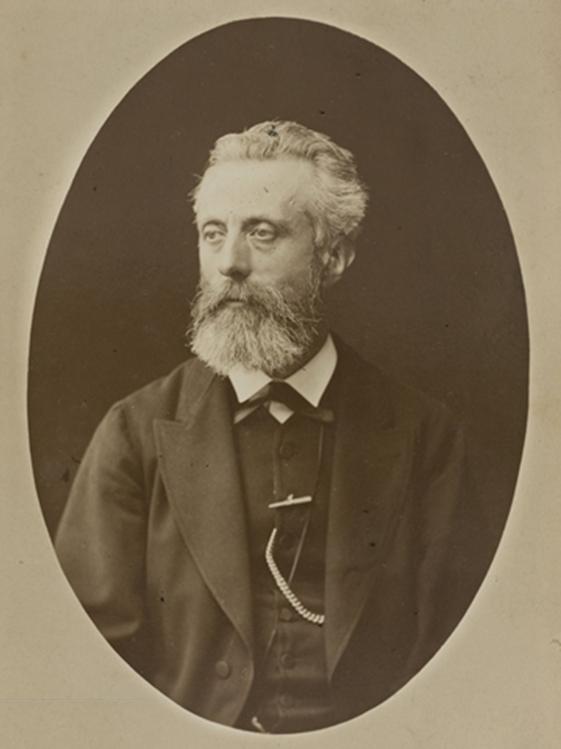
Léon Richer 1890.

La volonté d'un maintien d'une maçonnerie féminine active et brillante se manifeste aussi dans la maçonnerie dite égyptienne. Les frères Bedarride, officiers de l'armée impériale, établissent à Paris un « Suprême Conseil général de Misraïm » et créent plusieurs loges qu'ils gèrent et utilisent comme moyen d'existence. Conforme à la tradition égyptienne de Cagliostro, ils y intègrent une maçonnerie d'adoption et fêtent l'ordre en tenue mixte le 29 janvier 1819. L’obédience est toutefois dissoute en 1823 sur jugement du tribunal de Paris, « Misraïm » étant soupçonnée de bonapartisme et de républicanisme.
La lente disparition de la maçonnerie d'adoption, va relancer le débat et les polémiques sur la nécessité ou le refus d'admettre les femmes en loge dans une stricte égalité avec les hommes. Dans les débats qui animent tant les loges que la presse maçonnique en province et dans la capitale, Léon Richer journaliste, franc-maçon et vénérable de la loge parisienne « Mars et les Arts », réfute en détail dans une lettre au Monde maçonnique datée du 22 septembre 1864, les arguments antiféministes qui tendent à justifier l'interdiction faite aux femmes et conclut :

« C'est précisément parce que la femme n'est pas encore moralement, intellectuellement ni matériellement émancipée, qu'il y a lieu de l'appeler, au sein de ce foyer de moralisation, d'éducation et d'émancipation qui s’appelle la franc-maçonnerie ! C'est parce qu'elle est dominée que nous devons l'affranchir ! »

— Léon Richer

#### Franc-maçonnerie mixte

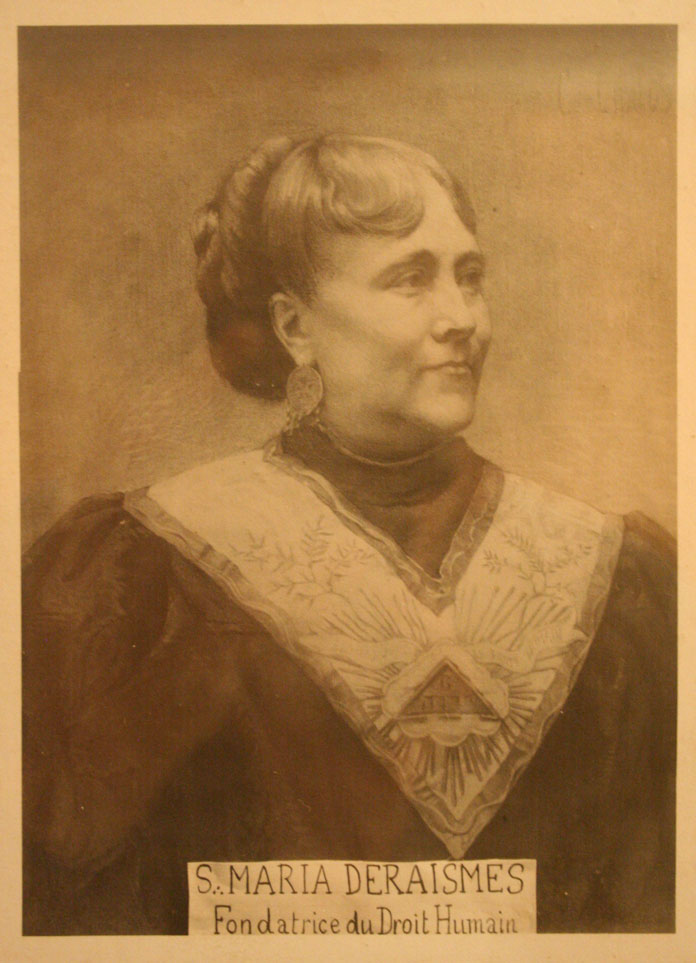
Maria-Deraismes, fondatrice du Droit humain.

En 1880, douze loges symboliques rompent avec la « Grande Loge centrale » du Suprême Conseil de France et constituent une nouvelle obédience, sous le nom de « Grande Loge symbolique écossaise » qui est inaugurée le 8 mars. En septembre le Grand Orient de France reconnaît la nouvelle obédience d'orientation résolument libérale. Certaines de ces loges approuvèrent alors le principe de l'initiation des femmes, et incitent à l'inscription dans les statuts en cours d'élaboration de l'autorisation d'initier des femmes. Cependant, la constitution promulguée le 24 août 1880 ne fait état d'aucune possibilité de réception des femmes.
Seule la loge « Les Libres Penseurs » du Pecq persiste dans cette volonté et proclame son autonomie le 9 janvier 1882. Sous la présidence d'Alphonse Houbron et en présence de Georges Martin la loge initie le 14 janvier 1882, selon les pratiques du Rite écossais ancien et accepté, Maria Deraismes, journaliste et militante féministe, remarquée par les frères pour ses talents de conférencière et son engagement militant pour la reconnaissance des droits des femmes et des enfants. Maria Deraismes devient la première femme française admise dans une loge masculine. Les difficultés que connaît la loge après cette initiation qui défraie les chroniques maçonniques poussent quinze membres à signer une demande de réintégration à la GLSE, choix qui amène à l'exclusion du frère Houbron. La réintégration de la loge « Les Libres Penseurs » actée en 1884, Maria Déraisme reste franc-maçonne sans loge d'appartenance pendant près de douze années.
Georges Martin, porté par ses convictions humanistes et féministes, continue de réclamer et d'argumenter pour une initiation égalitaire des femmes dans la franc-maçonnerie, appuyant ses convictions lors de conférences maçonniques sur la place que tiennent celles-ci dans la société, la famille et l'éducation. En janvier 1890, il expose un projet de création de loge mixte qualifiée d’expérimentale sous le titre « Droit des femmes » et sollicite l'avis de la GLSE. Si quelques loges se montrent favorables à cette création, le conseil exécutif de l'obédience oppose un refus officiel. Il élabore alors avec Maria Deraismes la mise œuvre d'une structure indépendante pour recevoir des femmes.
Après plusieurs rencontres informelles de préparation, entre 1891 et 1893, se tient le 14 mars 1893 la première réunion qui va aboutir à la création d'une nouvelle obédience en France. Dans ces réunions qui prennent la forme de tenues maçonniques et revêtue de son cordon de maître, Maria Deraismes initie et élève successivement aux grades de compagnon puis de maître seize profanes. Toutes sont des femmes engagées dans les luttes d'émancipation et dans la défense des valeurs républicaines. Georges Martin est symboliquement affilié à cette loge féminine « sauvage » qui devient mixte de par le fait. Le 4 avril 1893, les seize sœurs et Georges Martin tous membres fondateurs installent au Rite écossais, la première obédience maçonnique mixte du monde, qui prend le nom de « Grande Loge symbolique écossaise le Droit humain » (GLSE-DH). Maria Deraismes est élue première présidente de l’obédience qu'elle déclare ouverte à tous, sans distinction de races, de sexes ou de religions.

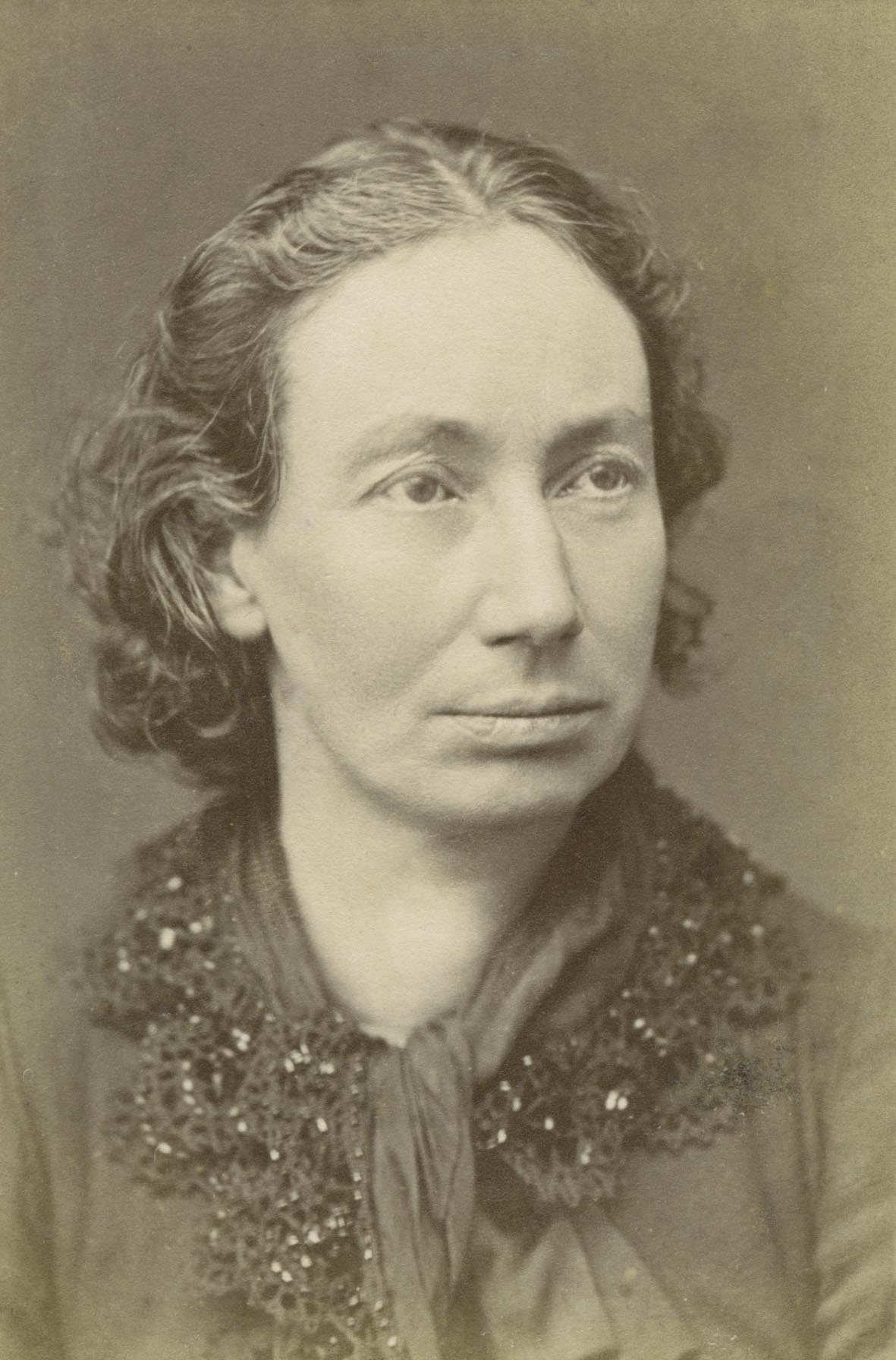
Louise Michel

Maria Deraismes ne peut accompagner le développement de l’obédience, elle meurt en 1894. Sa sœur Anna Ferresse-Deraismes est choisie pour la remplacer mais, à 74 ans, elle demande en 1895 à Marie-Georges Martin d'assumer cette charge. Entre 1895 et 1896, cinq sections du DH sont créées dont une à Zurich. Une cinquantaine de nouveaux membres sont initiés ou affiliés, en général des femmes engagées dans les mouvements d'émancipation féminine. Le bulletin du DH est édité à partir de 1895 et ses effectifs, qui s'approchent de la centaine de membres à la fin XIXe siècle, restent stables et de qualité.
Alors que le Droit humain entame la longue marche de son extension et de sa reconnaissance dans le paysage maçonnique international. La Grande Loge symbolique écossaise dont le DH tire ses origines rentre dans les rangs, en 1896, de la naissante Grande Loge de France. Deux loges, toutefois rejettent ce choix et maintiennent une obédience selon les anciens statuts, elle prend tout d'abord le nom de « Grande Loge symbolique écossaise maintenue » et laisse par la suite ces loges libres d'initier des femmes en modifiant son titre pour devenir la « GLSE - mixte et maintenue » au tout début du XXe siècle. Son extension et son existence, assez limitées dans le temps (1897-1911), sont marquées par le recrutement dans les milieux féministes et libertaires. Madeleine Pelletier, Louise Michel, Paul Rolin et d'autres libertaires francs-maçons impriment son caractère fondamental à l'obédience qui s'engage fortement dans les luttes sociales et civiques de l'époque.

#### Initiation et réception des femmes en Europe

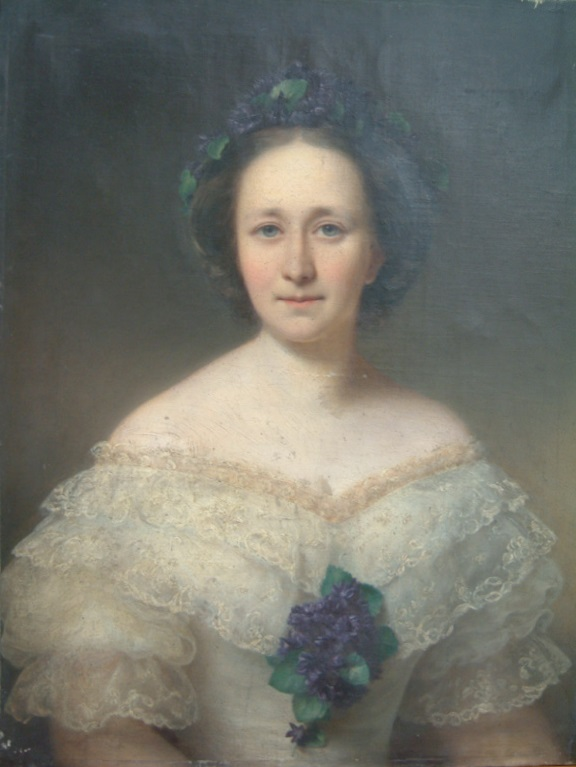
Helene/Ilona Hadik-Barkóczy.

En Italie dans les années 1860, la maçonnerie d'adoption continue de recevoir des femmes. Les documents historiques attestent également de l’initiation de femmes dans des loges masculines principalement celles du « Grand Orient-Suprême Conseil dit de Palerme » présidé à partir de 1864 par Giuseppe Garibaldi. La princesse Maria Lascaris Di Ventimiglia est reçu maçonne come un uomo dans cette obédience et Garibaldi remet à des sœurs leur diplôme de reconnaissance maçonnique. Toutefois l'obédience dominante du pays, le Grand Orient d'Italie, décide en 1879 de la non admissibilité des femmes dans ses effectifs.
En Espagne, malgré les persécutions et les interdictions qu'elle a subies, la franc-maçonnerie espagnole connaît un fort développement dès son autorisation en 1868. Les trente années suivantes voient la création d'une vingtaine d'obédience qui rassemblent près de 1 700 loges. Dans ses effectifs, elle compte près de mille femmes réparties dans 180 loges, elles sont le plus souvent faites maçons comme des hommes. De nombreuses initiations ont lieu entre 1871 et 1898, le plus souvent dans les loges masculines qui deviennent de facto mixtes. Les sœurs initiées forment parfois des loges d'adoption, qui cherchent à se rendre indépendantes ou restent dans les ateliers devenus mixtes, et occupent parfois des charges. Cependant les obédiences, comme le Grand Orient national Espagnol, tentent de ralentir le mouvement en promulguant des règlements restrictifs en 1891.
En Hongrie, une initiation féminine engendre une condamnation du Grand Orient de Hongrie, l'une des deux obédiences nationale. La comtesse Ilona Hadik-Barkóczy est reçue dans la loge masculine Egyenlőség (Égalité) à Unghvar. L'initiation est soutenu par le grand maître Ferenc Pulszky de la Grande Loge de Saint-Jean,. Le conseil fédéral du Grand Orient prononce plusieurs exclusions et suspensions de frères et considère comme nulle l'initiation de la comtesse. Cette annulation est contestée dans la publication française Le monde maçonnique, qui rappelle que le caractère de franc-maçon est acquis au moment de l'initiation.

### AuXXesiècle

#### Reconnaissance et internationalisation de la mixité

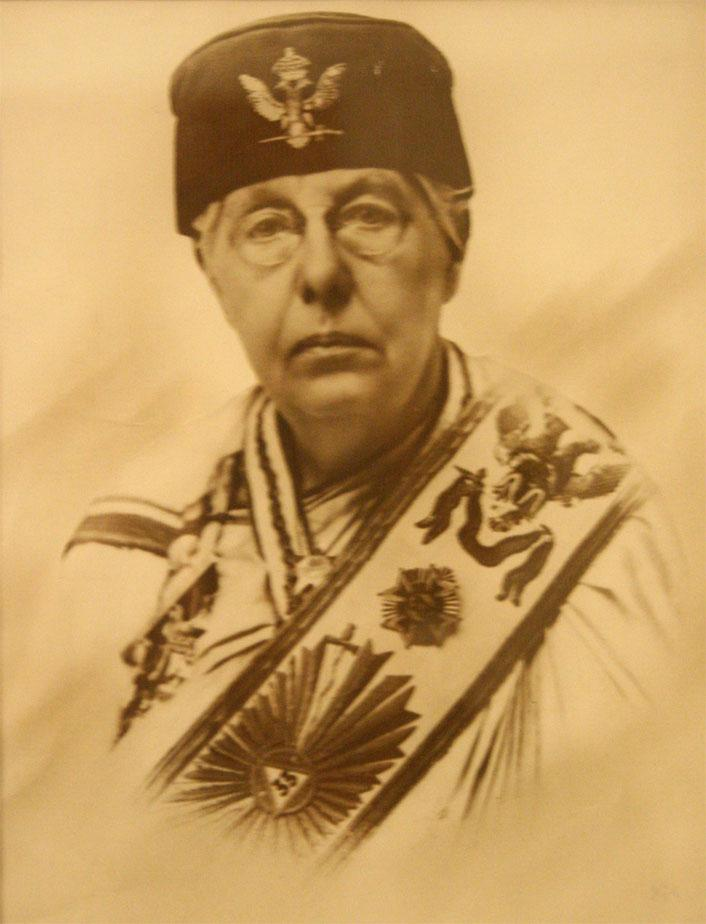
Annie Besant.

La reconnaissance nécessaire pour pérenniser et étendre la franc-maçonnerie mixte du Droit humain s'accomplit non sans difficultés dans le premier quart du XXe siècle. La création d'un « Suprême conseil universel mixte » voulu par Georges Martin se réalise avec l'aide discrète du franc-maçon féministe Joseph Décembre porteur du 33e du Rite écossais ancien et accepté. Cette création permet au Droit humain de se structurer pour devenir une « puissance maçonnique » à vocation internationale et donne la possibilité aux membres de l'ordre d'accomplir leur parcours maçonnique du premier au dernier degré dans l'obédience. Cette évolution redynamise les loges dont les effectifs restaient stables depuis la création de l'ordre. Le 11 mai 1901, l'Ordre maçonnique mixte international « le Droit humain » (OMNI) publie ses constitutions et devient l'organisme central qui délivre les patentes constitutives.
En France l'arrivée de cette nouvelle obédience maçonnique, mixte de surcroît, est accueillie négativement. Après de nombreux débats sur la question de l'admissibilité des femmes qui secouent régulièrement les loges de l'obédience historique et qui n’obtiennent jamais un avis favorable, il faut attendre 1921 pour voir le Grand Orient de France reconnaître l'obédience mixte et nouer des liens d'amitié. Les relations déjà distantes sont moins complexes avec la Grande Loge de France qui prend simplement, en réponse à cette création, la décision en 1901 de réactiver ses loges d'adoption, acte qui dégrade encore les relations entre les deux entités maçonniques.
L'OMNI va cependant connaître un certain succès à l'étranger où plusieurs créations vont permettre aux femmes d’accéder à la franc-maçonnerie mixte que les Anglo-saxons nomment « Co-Masonry ». Cette internationalisation voit des pays comme le Royaume-Uni, les États-Unis, la Belgique, les Pays-Bas ou encore le Brésil et la Finlande se doter de fédérations nationales ou de loges qui implantent l'ordre dans le monde. Portées par Louis Goaziou aux États-Unis et par Annie Besant dans l'Empire britannique, ces deux fédérations deviennent les plus dynamiques et importantes en ce début de XXe siècle. La fédération américaine entre 1914 et 1917 recense environ 8 000 membres, celle du Royaume-Uni près de 2 000. L'OMNI compte avant la Première Guerre mondiale entre 12 et 14 000 membres répartis dans 500 loges mixtes mais seulement un millier en France dans une vingtaine d'ateliers.

#### Fin de la maçonnerie d'adoption
La réactivation des loges d'adoption par la Grande Loge de France (GLDF) en 1901 ne voit en premier lieu que deux loges « La Nouvelle Jérusalem » et « Le Libre examen » avoir une activité maçonnique en coopérant souvent pour l'organisation de leurs programmes de travaux qui sont généralement symboliques. À la fin de la Première Guerre mondiale, lorsque la franc-maçonnerie française reprend ses activités, les loges d'adoption de la GLDF font de même, sur 100 sœurs initiées par les deux loges avant-guerre, il n'en reste plus 50. C'est à l'occasion d'une tenue ouverte en avril que ressurgit dans les propos de la grande maîtresse du « Libre examen » le terme de « loge féminine », pour évoquer les loges d'adoption. D'autres propositions, lors d'une conférence sur le « féminisme maçonnique », aboutissent à l'élaboration d'une question sur l’admission des femmes en maçonnerie. Le convent de la GLDF de 1920 adopte une déclaration qui admet le principe des femmes en maçonnerie, la question devant être posée devant le convent mondial des grandes loges. Organisé par l'Association maçonnique internationale dont les constitutions précisent que ses membres sont exclusivement des hommes, la réponse à la question soutenue toutefois par les Grandes Loges du Portugal et d'Espagne de l'époque est clairement négative
En 1927, le convent de la GLDF refuse de reconnaître le Droit humain jugé trop progressiste. Sa maçonnerie d'adoption se développe difficilement, onze loges seulement sont créées entre 1901 et 1936, quelques-unes ont des existences éphémères. Ce refus de reconnaissance de la maçonnerie mixte par la GLDF précède également une volonté de séparation de ses loges d'adoption. L’obédience est à cette époque en quête d'une reconnaissance de la Grande Loge unie d'Angleterre qui a édicté en 1929 ses propres critères de régularité, basés sur les constitutions d'Anderson, qui interdisent les femmes en franc-maçonnerie. Une proposition est soumise à l'étude des loges d'adoption en 1934, invitant ces dernières « pour leur plus grand bien et leur développement futur » à se diriger vers l'autonomie voir l’indépendance obédientielle. Cette proposition est vécue par les sœurs des loges pour ce qu'elle est, une tentative d'éviction à laquelle elles s'opposent, les conditions matérielles notamment de leur départ étant loin d’être favorables à la création d'un obédience féminine en cet instant. Si, en 1934, la proposition est rejetée, en 1935 les frères du convent, sans leur demander leur avis, accordent l'autonomie aux loges d'adoption en les encourageant à créer une franc-maçonnerie féminine, qu'ils ne pourraient paradoxalement reconnaître comme régulière selon les préceptes auxquels ils aspirent à être reconnus.
Des structures provisoires sont mises en place : en 1936, il reste huit loges d'adoption qui disposent d'un effectif de 300 sœurs à côté de 2 000 femmes maçonnes du Droit humain, la plupart de ces sœurs étant engagées dans l'émancipation civique des femmes, considérant de surcroît que les rituels d'adoption sont des rites sans valeur maçonnique. Malgré cet environnement défavorable, les sœurs des loges d'adoption travaillent à la création d'une franc-maçonnerie féminine qui affirme sa prise de participation dans l'évolution de la condition féminine, sans passer par la mixité et à égalité avec les hommes. La Seconde Guerre mondiale ainsi que l'effondrement de la Troisième République entraînent celui de la franc-maçonnerie française qui est interdite par le régime de Vichy en août 1940. Il n'y a aucune distinction de sexe cette fois dans les persécutions que vont subir les francs-maçons hommes ou femmes durant ces années.

#### Franc-maçonnerie féminine
Dès la fin de la Seconde Guerre mondiale, les sœurs Anne-Marie Gentily, Suzanne Galland et Germain Rhealmanifestent, auprès des instances de la Grande Loge de France récemment réactivée, leur désir d'entreprendre au même titre que le reste de la franc-maçonnerie française, une reconstruction de ses loges d'adoption. Plus que jamais soucieuse d'obtenir la reconnaissance anglaise, l'obédience tutélaire les invite à attendre la réorganisation en cours et de nouvelles dispositions les concernant. Comprenant que l'éviction des loges d'adoption n'est plus qu'une question de temps, quelques sœurs se joignent pour créer immédiatement un « comité de reconstruction ». Sur les huit loges existantes avant le début du conflit, cinq seulement peuvent être réveillées. Près des deux tiers des sœurs ont perdu la vie pendant cette période et après un minutieux examen de leurs activités durant la guerre, 91 sœurs sont réintégrées dans les loges reconstituées.
Le 21 octobre 1945, se tient la première assemblée générale de l'« Union maçonnique féminine de France » (UMFF) sous la présidence d'Anne-Marie Gentily et le 30 janvier 1946, l'UMFF tient son premier convent où les sœurs choisissent Anne-Marie Gentily comme première grande maîtresse. Dans son discours d'installation, tout en réaffirmant les qualités du Rite d'adoption, rite historique que l'union conserve comme rite de référence, elle appelle de ses vœux un avenir indépendant pour une franc-maçonnerie féminine naissante, d'esprit libéral, qui ne s'interdit aucun débat et qui met un terme à la maçonnerie d'adoption en France.
Le 29 septembre 1952, lors de leur congrès annuel et sur proposition d'une déléguée, les sœurs votent le changement de nom de l'association, celui-ci leur ayant été imposé par l'ancienne obédience tutélaire. Elle adopte le nom de Grande Loge féminine de France qui laisse explicitement entendre qu'il s'agit bien d'une obédience maçonnique féminine et non d'une simple union de sœurs et de circonstances. Poursuivant sa structuration, l'obédience féminine crée en 1953 une association d'entraide, la « Solidarité Écossaise féminine de France » ; les sœurs s'engagent souvent dans le combat de l'émancipation des femmes et l'obédience a des effectifs équivalents aux loges d'adoption d'avant-guerre, près de 300 francs-maçonnes.

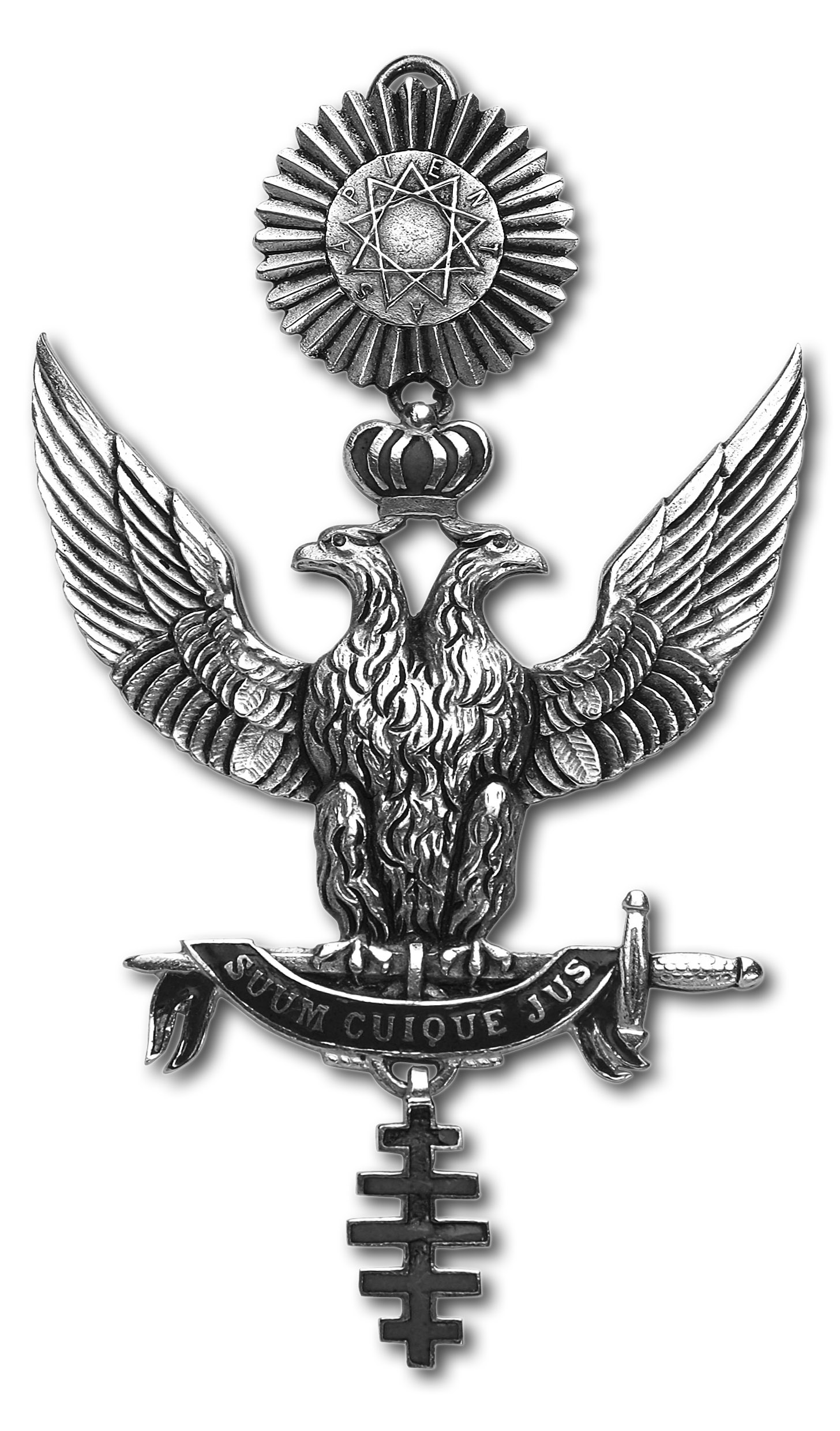
Bijoux du du Rite écossais ancien et accepté.

Dès 1955, des sœurs expriment leur questionnement à l'égard du Rite d'adoption qu'elles considèrent comme une « veille habitude » et invitent à se diriger vers une « indépendance totale » en adoptant le Rite écossais ancien et accepté (REAA) qui convient mieux à l'universalisme maçonnique souhaité par une partie des franc-maçonnes de la GLFF. Le débat dure plusieurs années ; en 1957 est créée une commission d'étude chargée de travailler sur la question du maintien ou non du rite historique d'adoption. Deux conceptions et deux camps s’affrontent ouvertement dans de rudes débats. Des raisons politiques poussent aussi à ce changement majeur qui permet aux femmes de choisir entre la voie mixte du Droit humain et celle féminine de la GLFF, sans différence quant au parcours maçonnique proposé. Finalement en 1959, l'obédience adopte le REAA. Une dizaine de sœurs convaincues de la valeur supérieure du Rite d'adoption quittent l'obédience et créent une loge indépendante, la « loge Cosmos ». Poursuivant son développement, la franc-maçonnerie féminine se dote d'un organisme de hauts grades maçonniques en 1972 et intègre la patente remise par le Grand Orient de France pour la pratique du Rite français. En 1975, elle intègre le Rite écossais rectifié et s'ouvre aux visites d'autres obédiences libérales ou mixtes. La loge Cosmos et son Rite d'adoption sont finalement réintégrés en 1977 ; elle reste la seule loge connue dans le monde à travailler encore à ce rite.
La création d'une franc-maçonnerie exclusivement féminine constitue, avec les sœurs du Droit humain, un « fait maçonnique féminin », dont l'extension n'est pas facilitée par les obédiences historiques et une partie des frères qui restent plutôt hostiles ou indifférents. Tout en restant très minoritaire, l'engagement maçonnique féminin atteint un premier seuil de développement à la fin des Trente Glorieuses. Trois à quatre mille franc-maçonnes constituent un noyau inscrit majoritairement dans l'action féministe autour de revendications sur l'éducation, la maîtrise de la sexualité et l'égalité du travail.

### AuXXIesiècle

#### Paysage maçonnique féminin
Sans compter les femmes présentes dans les ordres paramaçonniques des pays anglo-américains, 97 % des effectifs de la franc-maçonnerie sont masculins en 2015. L'augmentation de la présence des femmes est principalement liée au développement des deux obédiences mixtes et féminines historiques, le Droit humain et la Grande Loge féminine de France. Elle se déploie uniquement au sein de la franc-maçonnerie dite « libérale ». La Grande Loge féminine de Memphis-Misraïm seconde obédience exclusivement féminine et faisant partie de la famille des rites égyptiens vient compléter l'offre initiatique. Constituée en 1981, elle est plus modeste mais stable avec un millier de sœurs environ. L'espace européen francophone est celui qui voit le plus grand développement dans la fin du XXe siècle et se stabilise au début du XXIe siècle. En 2015, 32 000 sœurs pour 138 000 frères composent plus ou moins les effectifs de la maçonnerie féminine en France. La Belgique est également un pays qui offre une forte densité de femmes dans les loges maçonniques avec près de 6 000 sœurs pour 14 000 frères.
En 2010, le Grand Orient de France décide de laisser ses loges libres d'initier ses membres sans distinction de genre, laissant entrer la mixité dans les loges qui le décident. En 2014, un peu plus d'un millier de femmes font partie des effectifs du Grand Orient, en 2017 elles sont un peu plus de 2 900 ne modifiant que peu à cette date le paysage maçonnique féminin français.
Dans le monde, la franc-maçonnerie mixte ou féminine se développe, moins rapidement mais constamment depuis sa fondation, par le biais de créations aidées le plus souvent par des obédiences mixtes ou féminines françaises. Les Îles Britanniques recensent environ 10 000 femmes dans cinq obédiences mixtes ou féminines. L'ordre le plus développé est l'Ordre des femmes franc-maçons, scission du Droit humain de 1908 qui devient exclusivement féminin en 1935. En Allemagne, Italie ou en Islande, les effectifs représentent de 5 à 15 % des membres de la franc-maçonnerie locale.
La franc-maçonnerie de la branche dite « régulière » ne reconnaît formellement aucune obédience acceptant les femmes, bien que, dans de nombreux pays, des relations informelles ou des coopérations ponctuelles puissent exister. C'est ainsi par exemple que la Grande Loge unie d'Angleterre considère depuis mars 1999 que certaines loges féminines ou mixtes doivent être vues comme faisant partie de la franc-maçonnerie, sans pouvoir être reconnues officiellement dans un traité autorisant des visites mutuelles.

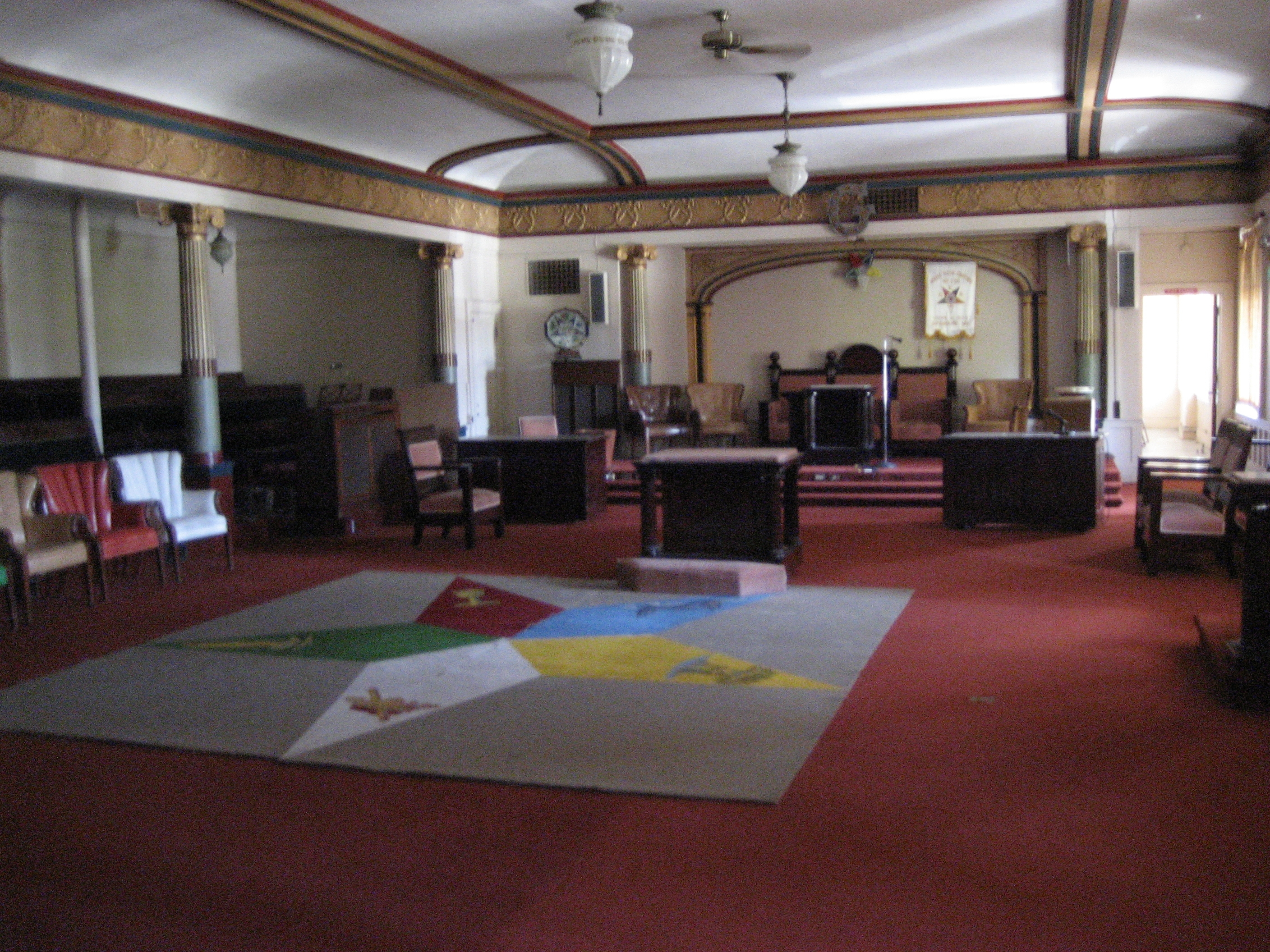
Une loge de l’Eastern Star.

#### Ordre para-maçonnique mixte ou féminin
En Amérique du Nord (États-Unis et Canada), les femmes ne rejoignent habituellement pas la franc-maçonnerie mais des associations paramaçonniques proches : les « Masonic bodies », comportant leurs propres traditions et leurs propres rituels comme l'Ordre de l'étoile orientale (Order of the Eastern Star) et qui fonctionnent de concert avec les loges maçonniques traditionnelles. L'Ordre de l'étoile orientale est parmi les plus anciens, créé par un franc-maçon de Boston nommé Robert Morris en 1830 et remanié en 1855. Il porte tout d'abord le nom de « Rite adoptif américain ». C'est un ordre d'inspiration maçonnique, réservé aux femmes à condition qu'elles soient filles, veuves, épouses, sœurs ou mères de franc-maçon. Les sœurs sont regroupées en chapitres et pratiquent un rite tiré de la Bible en cinq grades qui n'a aucun trait aux métiers de la construction. Au XXIe siècle, il existe plus de 14 000 chapitres gérés par un grand chapitre créé en 1876, et qui, à l'image de la défunte maçonnerie d'adoption européenne, sont présidés conjointement par un homme et une femme.